# 比阿特丽斯·费雷拉
比阿特丽斯·亚丝明·苏亚雷斯·费雷拉（葡萄牙語：Beatriz Iasmin Soares Ferreira，1992年12月9日—），巴西女子拳击运动员，2020年夏季奥林匹克运动会女子60公斤级银牌得主、2024年夏季奥林匹克运动会拳擊女子60公斤级铜牌得主。